# Оприца, Даниэл
Даниэл Ионел Оприца (рум. Daniel Ionel Oprița; 10 августа 1981, Дрэгэнешти-Олт, Румыния) — румынский футболист, выступавший на позиции нападающего и полузащитника, ныне тренер.

## Клубная карьера
Футбольную карьеру начал в клубе «Решица» из одноимённого города, выступавшего в Лиге II. Летом 2002 перешёл в «Стяуа», в составе клуба провёл шесть сезонов. Вместе с командой выиграл чемпионат страны в сезонах 2004/05 и 2005/06. В июне 2006 в финале Суперкубка Румынии на 90 минуте забил единственный гол в игре, принесший победу «Стяуа».
В апреле 2007 перешёл в «Динамо (Бухарест)», подписав контракт рассчитанный на четыре года. Но закрепится в составе команды не смог, и менее чем через год был отдан в аренду клубу УТА из города Арад. В июне 2008 трансфер футболиста выкупил испанский клуб «Лорка Депортива», выступающий в Сегунде Б. С января по июль 2009 выступал на правах аренды за клуб «Арау» в швейцарской Суперлиге, вторую половину 2009 выступал за «Баку» в чемпионате Азербайджана.
В январе 2010 вернулся на родину, где подписал контракт с клубом «Петролул», выступавшим в Лиге II. По итогам сезона 2010/11 клуб завоевал право выступать в Лиге I. В январе 2013 года на правах свободного агента подписал шестимесячный контракт с саранской «Мордовией», по истечении которого вернулся в Румынию. Завершил карьеру игрока в клубе «Металул Решица». Там же начал карьеру тренера.

## Международная карьера
За сборную Румынии провёл 6 игр забил 1 гол. Первую игру за сборную сыграл 20 августа 2003 года в товарищеском матче против сборной Украины. Последнюю — 1 марта 2006 года в товарищеском матче против сборной Словении.